# 第2飛行隊 (陸上自衛隊)
第2飛行隊（だいにひこうたい）は、陸上自衛隊旭川駐屯地（北海道旭川市）に駐屯する第2師団隷下の航空科（ヘリコプター）部隊である。

## 概要
第2師団の中で唯一航空機（ヘリコプター）を保有する部隊で、多用途ヘリコプターを装備する最初の師団飛行隊となる。

## 沿革
第2管区航空隊
- 1954年（昭和29年）
  - 1月10日：第2管区航空隊および第2航空勤務隊が新編[1]。（航空機の充足なし浜松航空学校まで行き空中訓練を実施）
  - 4月30日：連絡航空機「Ｌ-5」2機を装備。

第2航空隊
- 1954年（昭和29年）9月10日：第2管区航空隊が第2航空隊に称号変更。

第2飛行隊
- 1962年（昭和37年）1月18日：第2管区隊第2航空隊（旭川駐屯地）が第2飛行隊に改編され北部方面航空隊隷下に編合。
- 1974年（昭和49年）3月：観測ヘリコプター「OH-6J」を装備。
- 1975年（昭和50年）11月28日：多用途ヘリコプター「UH-1B」を装備。多用途ヘリコプターを装備する最初の飛行隊となる。
- 1976年（昭和51年）3月25日：師団飛行隊（B）の編成完結。
- 1981年（昭和56年）10月15日：観測ヘリコプター「OH-6D」を装備。
- 1986年（昭和61年）多用途ヘリコプター「UH-1H」を装備。
- 1994年（平成06年）3月28日：北部方面航空隊第2飛行隊を廃止。第2師団隷下に第2飛行隊を新編。
- 1995年（平成07年）3月28日：飛行隊改編。
- 2006年（平成18年）1月10日：無事故飛行等の功績により、陸上幕僚長より第2級賞状を授与。
- 2019年（平成31年）3月26日：飛行隊改編。観測ヘリコプター「OH-6D」が廃止。

## 部隊編成
- 第2飛行隊本部
- 飛行班
- 整備班
- 通信班

## 主要装備
- UH-1J　４機(2023年（令和5年）6月現在)